# 笹木祐良
笹木 祐良（ささき ゆら、2011年〈平成23年〉6月20日  - ）は、日本の子役。サンミュージック所属。

## 人物
- 趣味はゲーム、将棋、読書、鉄道。特技はピアノ。スポーツはスイミング、合気道[1]。靴のサイズは21cm。スリーサイズは、B65cm W60cm H72cm[1]。

- シャキーン!のコーナー・ピタピタポーズで、パーツイシバ、オリーブまちこと共演していた[注釈 2]。

## 出演作品

### テレビドラマ
- テセウスの船（TBS、2020年1月 - 3月） - 野村悠 役

### テレビ番組
- シャキーン!（NHKEテレ、2021年 - 2022年）- ピタピタポーズ ゆら 役[注釈 3][注釈 4][注釈 5]
- おばけの学校たんけんだん「はるのすてき みーつけた」（NHKEテレ） - レギュラー出演 / ゆら 役
- 世にも奇妙な物語『ふっかつのじゅもん』（フジテレビ、2021年） - 中岡祐樹 役

### 映画
- LOVE STAGE!!（2020年10月2日公開）- 瀬名泉水〈幼少期〉 役[2]
- 光る校庭（2023年12月1日公開） - 西川翼 役[3]
- 中山教頭の人生テスト（2025年6月20日公開）[4]

### ミュージックビデオ
- Spotify「聴けば、沼。」 - コテンラジオ Spotifyオリジナル篇